# 佐野美津男
佐野 美津男（さの みつお、1932年、昭和7年〉12月16日 - 1987年、昭和62年〉5月9日）は、日本の児童文学作家、評論家。本名は暠俊（あきとし）。

## 経歴
東京府東京市浅草区生れ。1945年（昭和20年）3月の東京大空襲で両親を失い、孤児となる。東京都立蔵前工業高等学校卒。大学中退。
古田足日ら児童文学研究誌の「小さな仲間」に参加。25歳から児童文学を中心とした文筆活動に入り、1970年「児童図書館」創刊に参加。
1977年相模女子短期大学教授に就任。相模女子大学短期大学部教授在職中に急死。

## 著書
- 『ゆうゆうと一ばん』（麦書房、雨の日文庫） 1958
- 『大酋長ジェロニモ』（金の星社、西部小説選集） 1959
- 『浮浪児の栄光』（三一書房、三一新書） 1961
- 『日本の女たち』（三一書房、三一新書） 1964年、
- 『現代にとって児童文化とは何か』（三一書房） 1965
- 『子どもにとって美は存在するか』（誠信書房）1965
- 『ライオンがならんだ』（理論社、理論社・童話プレゼント） 1966
- 『勝海舟 維新風雲録 負けるが勝ちさ』（大和書房、ペンギン・ブックス） 1967
- 『強者のエネルギー 若者を勇気づける書』（青春出版社、青春新書） 1967
- 『にいちゃん根性』（太平出版社、母と子の図書室） 1968
- 『ピカピカのぎろちょん』（あかね書房、創作児童文学選） 1968
- 『竜馬と海舟 維新風雲録 幕末に殴り込め』（大和書房、ペンギン・ブックス） 1968
- 『犬の学校』（国土社、創作子どもSF全集） 1969
- 『幻想的日本人論 史実と虚構の主役たち』（三一書房、三一新書） 1969
- 『やりたいことをやるだけさ』（三一書房、三一新書） 1969
- 『だけどぼくは海をみた』（国土社、創作子どもSF全集） 1970
- 『東京・ぼくの宝島』（国土社、新選創作児童文学） 1970
- 『怨念人物史伝』（北洋社） 1972
- 『きょういく族探検』（第三文明社） 1973
- 『子ども族探検』（第三文明社） 1973
- 『なっちゃう』（フレーベル館、フレーベルどうわ文庫） 1973
- 『午前2時に何かがくる』（国土社、国土社の創作児童文学） 1974
- 『宇宙の巨人 佐野美津男少年詩集』（理論社、現代少年詩プレゼント） 1975
- 『てんぐになりたい』（小学館、小学館の創作民話シリーズ） 1976
- 『原猫のブルース』（三省堂、三省堂らいぶらりい SF傑作短編集） 1977
- 『ぞうの星みつけた』（小学館、小学館の創作童話シリーズ） 1977
- 『イメージの誕生 子どもにとって美は存在するか』（農山漁村文化協会、人間選書） 1978
- 『まほうのけんきゅうじょ』（小峰書店、はじめてのどうわ） 1978
- 『童話感覚 パート2』（北斗出版） 1979
- 『児童文学セミナー』（季節社） 1979
- 『子ども学』（農山漁村文化協会、人間選書） 1980
- 『白鳥は死なず ヤマトタケルの遠征』（吉野教育図書、吉野ろまん新書） 1980
- 『小説のなかの教師』（日本評論社、日評選書） 1981
- 『童話感覚 漫画論と偉人伝』（北斗出版） 1981
- 『魔法使いの伝記』（小峰書店、文学のひろば） 1981
- 『論集子ども学』全2巻（杉山書店） 、1981 - 1983
- 『わたしってだれ? きおくをなくした少女』（TBSブリタニカ、小学中級文庫） 1981
- 『ゆめのけんきゅう』（小学館、小学館こども文庫創作童話） 1981
- 『まぼろしブタの調査 、社会科〉Kノート』（サンリード、サンリードおはなし文庫） 1983
- 『ふしぎともだち』（小峰書店、こみね幼年どうわ） 1984
- 『ふしぎなことはぶらんこから』（小峰書店、創作どうわのひろば） 1985
- 『児童文学のコスモロジー』（杉山書店）1986
- 『宮沢賢治の童話を読む』（辺境社）1988
- 『浮浪児の栄光 / 戦後無宿』（辺境社）1990

### 共著
- 『こども対おとな マスコミのなかの現代っ子』（阿部進共著、三一書房、三一新書） 1962
- 『子どもの才能の伸ばし方』（現代子どもセンター家庭教育研究会著、明治図書、現代家庭教育新書） 1965
- 『日本人のエネルギー』（石母田正, いいだもも他共著、春秋社、現代の発見） 1965

### 編著
- 「母と子のお話図書館」全4巻（山中恒共編、三一書房） 1967

1. 『とってもおもしろい話・ちょっとこわい話』
2. 『うつくしくすてきな話、みんなげんきな話』
3. 『日本のむかし話、世界のむかし話』
4. 『ほんとうにあった話・ふしぎなふしぎな話』

- 『この人たちは勇気があった』（三一書房、子どものための伝記図書館1） 1969
- 『この人たちは学問をすすめた』（三一書房、子どものための伝記図書館4） 1969
- 『この人たちは大きな望みに生きた』（三一書房、子どものための伝記図書館9） 1970
- 『この人たちは平和を愛した』（三一書房、子どものための伝記図書館11） 1970

## 参考
- 日本近代文学大事典